# Bill DeMott
William (Bill) DeMott (Titusville (Florida), 10 november 1966) is een Amerikaans professioneel worstelaar die voor de WWE werkt op NXT Wrestling als trainer.
DeMott was bekend van World Championship Wrestling (WCW) en World Wrestling Entertainment (WWE) als Hugh Morrus en Bill Demott en ook van Extreme Championship Wrestling (ECW) als Crash The Terminator.

## In het worstelen
- Finishers
  - No Joke (Reverse swinging neckbreaker)
  - No Laughing Matter (Moonsault)

- Signature moves
  - Clothesline, sometimes from the second rope
  - Diving elbow drop
  - Military press slam
  - Powerbomb
  - Running DDT
  - Sidewalk slam

- Managers
  - Major Gunns
  - Jimmy Hart
  - Judd the Studd
  - Kevin Sullivan
  - Darren Wise

- Worstelaars getraind door DeMott
  - Matt Cappotelli
  - Danny Inferno
  - Mike Mizanin
  - John Hennigan
  - Daniel Puder
  - Ryan Reeves
  - Taylor Wilde

## Prestaties
- Americas Wrestling Federation (Puerto Rico)
  - AWF Heavyweight Championship (1 keer)

- Heartland Wrestling Association
  - HWA Tag Team Championship (1 keer met Raven)

- Pennsylvania Championship Wrestling
  - PCW Championship (1 keer)

- Wrestling International New Generations
  - W*ING Championship (1 keer)
  - W*ING Tag Team Championship (1 keer met Mr. Pogo)

- World Championship Wrestling
  - WCW United States Heavyweight Championship (2 keer)